# حقوق الإنسان في مالي
وفقًا للتقرير السنوي لوزارة الخارجية الأمريكية حول حقوق الإنسان في مالي لعام 2003، تحترم حكومة مالي عمومًا حقوق الإنسان لمواطنيها وتلتزم بالأحكام الدستورية ذات الصلة (مثل حرية التعبير والصحافة وحرية التجمع وتكوين الجمعيات والحرية الدينية) والمحظورات (مثل الاعتقال والاحتجاز التعسفي والنفي القسري والتعذيب والتمييز على أساس العرق أو الجنس أو الإعاقة أو اللغة أو الوضع الاجتماعي).
لم ترد تقارير عن وجود سجناء سياسيين أو حالات اختفاء بدوافع سياسية في مالي. لكن ظروف السجن سيئة (مكتظة، مع عدم كفاية المرافق الطبية والإمدادات الغذائية)، وهناك حالات اعتقالات أو اعتقال تعسفي في بعض الأحيان. علاوة على ذلك، لدى النظام القضائي تراكم كبير في القضايا، ما يتسبب في تأخير كبير في المحاكمات وكذلك في طول فترات الاحتجاز قبل المحاكمة.
يلعب الرجل دورًا مهيمنًا في المجتمع، وما زالت المرأة تعاني من التمييز واسع النطاق والعنف المنزلي. ما يزال عمل الأطفال والاتجار بالأطفال كعمل قسري يمثلان مشكلتين خطيرتين. تستمر العلاقات القائمة على العبودية الوراثية والعبودية بين بعض الجماعات العرقية.

## احترام نزاهة الشخص

### الحرمان التعسفي أو غير القانوني من الحياة
لم ترد تقارير تفيد بأن الحكومة أو عملائها ارتكبوا أعمال قتل تعسفية أو غير قانونية.
عُثر في 12 أغسطس على جثة يوسف ديمبيلي، وهو الأمين العام لحزب التضامن الأفريقي من أجل الديمقراطية والاستقلال، في بلدة نينو في منطقة سيجو. كان ديمبيلي أحد أبرز المخبرين في فضيحة فساد بقيمة 15.5 مليون دولار (7.21 مليار فرنك أفريقي) تشمل مكتب النيجر الحكومي، الذي يشرف على الإنتاج الزراعي في سيجو، وما زالت وفاة دمبيلي قيد التحقيق في نهاية العام.
في 17 أكتوبر، في غاو، اعتقل جنود أصالي آج محمد وقتلوه، وهو أحد رجال الدرك ومن أفراد إثنية الطوارق. احتُجز العديد من الجنود المرتبطين بعملية القتل وينتظرون المحاكمة بحلول نهاية العام.

### الاختفاء
لم ترد تقارير عن حالات اختفاء ذات دوافع سياسية.
التعذيب وغيره من ضروب المعاملة أو العقوبة القاسية أو اللاإنسانية أو المهينة
يحظر الدستور والقانون هذه الممارسات؛ ومع ذلك، وردت تقارير من حين لآخر تفيد بأن الشرطة قد أساءت معاملة المدنيين، وأن استخدام الشرطة للقوة المفرطة لتفريق المتظاهرين قد أدى إلى وقوع إصابات.

### ظروف السجون ومراكز الاحتجاز
يُفصل بين الرجال والنساء في سجون باماكو؛ ومع ذلك، يُحتجز الرجال والنساء في نفس المبنى خارج العاصمة ولكن في زنزانات منفصلة. في باماكو، عادة ما يُحتجز المذنبين الأحداث في نفس سجن البالغين، لكنهم يبقون في زنزانات منفصلة. يُحتفظ بالمعتقلين قبل محاكمتهم مع سجناء مدانين.
سمحت الحكومة لمراقبي حقوق الإنسان بزيارات للسجون؛ ومع ذلك، كان يتعين على المنظمات غير الحكومية وغيرها من المراقبين تقديم طلب إلى مدير السجن، الذي يُرسله بعد ذلك إلى وزارة العدل. تُمنح الموافقات، التي تستغرق ما يصل إلى أسبوع واحد، بشكل روتيني، لكن تأخير الأسبوع يعيق قدرة المراقبين على التأكد ما إذا كان هناك انتهاكات لحقوق الإنسان. زارت عدة منظمات غير حكومية السجناء، بما في ذلك جمعية مالي لحقوق الإنسان ورابطة مالي للمحاميات، وعملت مع السجينات والأحداث لتحسين أوضاعهم.

### الاعتقال أو الاحتجاز التعسفي
يحظر الدستور والقانون الاعتقال والاحتجاز التعسفيين، وقد التزمت الحكومة عمومًا بهذه المحظورات؛ ومع ذلك، في بعض الأحيان، تلقي الشرطة القبض على أشخاص وتحتجزهم تعسفيًا.

### دور جهاز الشرطة والأمن
تشمل قوات الأمن الجيش والقوات الجوية والدرك والحرس الوطني والشرطة. يخضع الجيش والقوات الجوية لسيطرة وزير الدفاع المدني. يخضع الحرس الوطني إداريًا لوزير الدفاع؛ ومع ذلك، فإنه يخضع بشكل فعال لسيطرة وزير الأمن الداخلي والحماية المدنية. تخضع الشرطة والدرك لوزارة الأمن الداخلي والحماية المدنية. تتحمل الشرطة مسؤولية إنفاذ القانون والحفاظ على النظام في المناطق الحضرية، بينما يتحمل رجال الدرك تلك المسؤولية في المناطق الريفية.
تُنظَّم قوة الشرطة الوطنية في المناطق، كل منطقة لديها مفوض يقدم تقاريره إلى المدير الإقليمي في المقر الوطني. كانت قوة الشرطة فعالة إلى حد ما لكنها تفتقر إلى الموارد والتدريب. يُعد الفساد مشكلة، ويتلقى بعض رجال الشرطة والدرك الرشاوى. لم يمثل الإفلات من العقاب مشكلة، إذ أدين أفراد الشرطة لارتكابهم انتهاكات. يجري الدرك تحقيقات مع ضباط الشرطة.

### الاعتقال أو الاحتجاز
يتطلب الاعتقال أمرًا قضائيًا. عادة ما يقدم المدّعون مذكرات إحضار، والتي تنص على موعد حضور شخص ما إلى مركز الشرطة. ومع ذلك، فقد تصدر الشرطة مذكرة إحضار في بعض الأحيان، وعادة ما تكون استجابة لأحد الأقارب المؤثرين للمدعي أو إذا تلقوا رشوة. في الحالات التي تنطوي على دين مالي، يُنهي الشخص المعتقل القضية في مخفر الشرطة عادة، وتتلقى الشرطة جزءًا من الأموال المستردة. ينص القانون على وجوب توجيه تهم إلى المشتبه فيهم أو إطلاق سراحهم خلال 48 ساعة وأن لهم الحق في الاستعانة بمحام؛ ومع ذلك، لا يُوجه الاتهام دائمًا للمحتجزين خلال فترة 48 ساعة في الممارسة العملية. توجد حقوق محدودة لكفالة أو منح الحرية المشروطة، خاصة في ما يتعلق بالجرائم البسيطة والشؤون المدنية. في بعض الأحيان، تُطلق السلطات سراح المدَّعى عليهم بناءً على تقديرها. للمحتجزين الحق في الاستعانة بمحام من اختيارهم أو محامٍ مقدم من الدولة إذا كانوا لا يملكون المال، لكن الأعمال الإدارية الكثيرة غير المنجزة والعدد غير الكافي من المحامين غالبًا ما تمنع الوصول الفوري للمحامين. يُسمح للمحتجزين بالوصول الفوري إلى أفراد الأسرة.
اعتقلت الشرطة بشكل تعسفي صحفيين ومتظاهرين وطلابًا ومعلمًا واحدًا خلال العام.
يُعد الاحتجاز المطوّل قبل المحاكمة مشكلة. في الحالات القصوى، يبقى الأفراد في السجن لعدة سنوات قبل تقديم قضاياهم للمحاكمة. ينتظر نحو 77 بالمئة من السجناء المحاكمة.

### الحرمان من محاكمة علنية عادلة
ينص الدستور والقانون على استقلال القضاء؛ ومع ذلك، واصلت السلطة التنفيذية ممارسة نفوذها على النظام القضائي، وأثر الفساد والموارد المحدودة على نزاهة بعض المحاكمات. زعمت جماعات حقوق الإنسان المحلية أن هناك حالات من الرشوة والتأثير في بيع المحاكم. يعين وزير العدل القضاة ويجوز له تعليق عملهم، وتشرف وزارة العدل على إنفاذ القانون والوظائف القضائية. يرأس الرئيس مجلس القضاة الذي يشرف على النشاط القضائي.
في 10 سبتمبر، حُوكم وأدين نائب المدعي العام وكبير القضاة وقاضٍ بتهم تتعلق بالفساد في عام 2005.
يوجد في البلاد محكمة دائرة ومحكمة عليا تتمتع بسلطات قضائية وإدارية ومحكمة دستورية تشرف على القضايا الدستورية وتعمل كحكم انتخابي. ينص الدستور أيضًا على عقد محكمة العدل العليا لمحاكمة كبار المسؤولين الحكوميين في قضايا الخيانة.

#### إجراءات المحاكمة
تكون المحاكمات علنية عمومًا، ما عدا في حالة القُصَّر، وللمتهمين الحق في الحضور وتوكيل محامٍ يختارونه. تُوفر المحكمة محامين معينين من قبلها للمعوزين دون تهمة. يحق للمتهمين التشاور مع محاميهم، لكن التراكم الإداري والعدد غير الكافي من المحامين غالبًا ما يمنع الوصول الفوري إليهم. يتمتع المتهمون والمحامون بحق الوصول إلى الأدلة الحكومية ذات الصلة بقضاياهم. يُفترض أن المتهمين أبرياء ولهم الحق في مواجهة الشهود واستئناف القرارات أمام المحكمة العليا. تمتد هذه الحقوق لتشمل جميع المواطنين وجميع المجموعات.
على عكس الإجراءات العرفية، جرت محاكمة في 26 يونيو لستة أشخاص متهمين بالإساءة إلى رئيس الدولة خلف أبواب مغلقة.
يفصل زعماء القرية، بالتشاور مع كبار السن في القرى، غالبية النزاعات في المناطق الريفية. إذا تم الطعن في هذه القرارات في المحكمة، فسوف تُؤيد تلك القرارات التي يثبت أن لها أهلية قانونية فقط.

#### السجناء السياسيين والمحتجزين
تعرض صحفيون ومدرس في مدرسة ثانوية للسجن في يونيو بتهمة الإساءة إلى رئيس الدولة.

#### الإجراءات القضائية المدنية وسبل الانتصاف
هناك قضاء مستقل ونزيه في الشؤون المدنية.

#### التدخل التعسفي في الخصوصية أو الأسرة أو المنزل أو المراسلات
يحظر الدستور والقانون هذه الأعمال، وتحترم الحكومة عمومًا هذه المحظورات.